# Keedysville
Keedysville és una població dels Estats Units a l'estat de Maryland. Segons el cens del 2000 tenia 482 habitants.

## Demografia
Segons el cens del 2000, Keedysville tenia 482 habitants, 172 habitatges, i 131 famílies. La densitat de població era de 218,9 habitants/km².
Dels 172 habitatges en un 41,3% hi vivien nens de menys de 18 anys, en un 69,2% hi vivien parelles casades, en un 5,8% dones solteres, i en un 23,3% no eren unitats familiars. En el 20,9% dels habitatges hi vivien persones soles el 8,1% de les quals corresponia a persones de 65 anys o més que vivien soles. El nombre mitjà de persones vivint en cada habitatge era de 2,8 i el nombre mitjà de persones que vivien en cada família era de 3,27.
Per edats la població es repartia de la següent manera: un 28,6% tenia menys de 18 anys, un 6,4% entre 18 i 24, un 31,1% entre 25 i 44, un 25,5% de 45 a 60 i un 8,3% 65 anys o més.
L'edat mediana era de 35 anys. Per cada 100 dones de 18 o més anys hi havia 93,3 homes.
La renda mediana per habitatge era de 53.250 $ i la renda mediana per família de 61.607 $. Els homes tenien una renda mediana de 43.438 $ mentre que les dones 30.938 $. La renda per capita de la població era de 19.911 $. Cap de les famílies i l'1,3% de la població estaven per davall del llindar de pobresa.

## Poblacions més properes
El següent diagrama mostra les poblacions més properes.